# Егиј ди Миди
Егиј ди Миди (фр. Aiguille du Midi) је планински врх у француским Алпима.
Жичара која води до врха (Téléphérique de l'Aiguille du Midi), саграђена је 1955, а одржао је рекорд као највиша жичара на свету две деценије. И даље држи рекорд за највиши вертикални успон у свету 1035 м.
Његова надморска висина је 3842 м. Први званично забележен успон је био 4. августа 1818.